# Cuenca del salar de Atacama
La cuenca del salar de Atacama es el espacio natural comprendido por la cuenca hidrográfica endorreica del salar de Atacama. Este espacio coincide con el espacio administrativo homónimo definido en el inventario de cuencas de Chile con el número 025 ubicado dentro del territorio chileno entre la cordillera de Domeyko y las cuencas hidrográficas que limitan con Argentina y Bolivia. Se subdivide en solo 3 subcuencas con un total de 15576 km².
A partir de los años 70 se ha ampliado el concepto de cuenca hasta entender, ya en los primeros años del siglo XXI, una cuenca hidrográfica en lo que respecta a su definición espacial y funcional, como la unidad geopolítica y socioeconómica más apropiada y racional para el desarrollo integrado de los recursos de tierras y aguas asociados a la vegetación y en conjunto con los usuarios de nivel local y regional.: 17 
Uno de los afluentes del río Putana proviene de Bolivia, con lo que transforma la cuenca hidrográfica en una cuenca binacional.: 172 
Su mayor longitud en sentido norte-sur es de 210 km y en sentido este-oeste de 110 km.: 1 

Cuenca del Salar de Atacama. Véase también el mapa de la zona compilado en 1974 por las FF. AA. de los EE. UU. en escala 1:250000.

## Población y Regiones

Distribución de comunas en y en torno al salar de Atacama. En rojo las comunas o similares en Argentina y Bolivia, en azul las cuencas o ítems de inventario BNA, en negro algunas localidades y en verde claro la cuenca del salar de Atacama.

La cuenca está ubicada dentro de los límites político-administrativos de la Región de Antofagasta y ocupa el 12% de la superficie total de la Región.: 12  Las comunas y provincias se reparten según la siguiente tabla:
| Región      | Provincia   | Comuna               | Hectáreas     | Porcentaje |
| ----------- | ----------- | -------------------- | ------------- | ---------- |
| Antofagasta |             |                      | 1.557.094,298 | 99,969%    |
|             | Antofagasta |                      | 126.257,722   | 8,106%     |
|             |             | Antofagasta          | 125.719,559   | 8,071%     |
|             |             | Sierra Gorda         | 538,163       | < 0,1%     |
|             | El Loa      |                      | 1.430.836,576 | 91,863%    |
|             |             | Calama               | 16.876,801    | 1,084%     |
|             |             | San Pedro de Atacama | 1.413.959,775 | 90,779%    |

La cuenca tiene una baja densidad poblacional con un total de 50 asentamientos humanos, clasificados como aldeas o caseríos, entre los más conocidos están San Pedro de Atacama y Toconao que son visitados durante todo el año por sus atractivos turísticos y culturales.

## Límites
La cuenca del salar de Atacama limita al norte y al noroeste con la cuenca del río Loa, en el norte con El Tatio que pertenece a la subcuenca del río Salado, también perteneciente al Loa. La parte noreste de la cuenca coincide casi completamente con la frontera internacional, con excepción de algunos extremos que se internan en territorio boliviano y que suman en total unos 100 km². Más al sur, su límite son las cimas de cerros o volcanes Puricó (5782 m), Honar (5389 m), Putas (5465 m), Yalquis (5236 m), Potor (5330 m), Colachi (5618 m), Pili (6050 m), Lascar (volcán activo 5641 m), Pajonales (5558 m), Del Abra (5256 m), Tumisa (5651 m), Lejía (5790 m), Chiliques (5796 m), Miscanti (5613 m), Toloncha (4479 m) y Pular (6225 m).: 170 
Por el lado oeste, la cordillera Domeyko la separa de las cuencas arreicas del desierto de Atacama,: 170  que son la quebrada de Los Arrieros (cambia de nombre a quebrada Sacco y que llega, siempre seca, a Antofagasta con el nombre quebrada Mantos Blancos), más al sur el salar Elvira, el salar Morros y en su extremo sur, con el salar de Imilac.

## Subdivisiones
La Dirección General de Aguas subdivide o reúne las cuencas de Chile acorde a las necesidades de estudio y gestión. Existen dos inventarios que han logrado ser aceptados como principales, el del inventario de cuencas del Banco Nacional de Aguas (BNA) de 1978, de mayor uso, y el inventario de cuencas del Departamento de Administración de Recursos Hídricos (DARH) de 2014 de mejor cartografía que ha obligado a redefinir algunos límites, a veces con cambios mayores, pero también por algunas redefiniciones del concepto de subcuenca.
Bajo el BNA el código del ítem es 025 y con el DARH es 0205.
La subdivisión del BNA es como sigue:
| 025 Salar de Atacama (File:Cuenca-025-B.svg) |       |                                                 |       |
| 0250                                         | 02500 | Salar de Atacama                                | 12410 |
| 0251                                         | 02510 | Río San Pedro                                   | 1417  |
| 0252                                         | 02520 | Llano de la Paciencia                           | 1749  |
| Totales:                                     |       |                                                 |       |
| 3                                            | 3     | Región: II (100%) / Tipo: Endorreica / Desemb.: | 15576 |

La disposición de cuencas en el inventario DARH es la siguiente:
| Código | Nombre                       | Código en mapa               | Tipología de cuenca          | Vertiente de cuenca          | Origen de cuenca             | Temperatura media anual (C°) | Temperatura máxima (C°)      | Temperatura mínima (C°)      | Precipitación anual (mm)     | Número de estaciones fluviométricas | Número de estaciones pluviométricas | Área (km²)                   |
| ------ | ---------------------------- | ---------------------------- | ---------------------------- | ---------------------------- | ---------------------------- | ---------------------------- | ---------------------------- | ---------------------------- | ---------------------------- | ----------------------------------- | ----------------------------------- | ---------------------------- |
| 0205   | Cuencas del Salar de Atacama | Cuencas del Salar de Atacama | Cuencas del Salar de Atacama | Cuencas del Salar de Atacama | Cuencas del Salar de Atacama | Cuencas del Salar de Atacama | Cuencas del Salar de Atacama | Cuencas del Salar de Atacama | Cuencas del Salar de Atacama | Cuencas del Salar de Atacama        | Cuencas del Salar de Atacama        | Cuencas del Salar de Atacama |
| 020500 | Salar de Atacama y afluentes | 0                            | Endorreica                   | NA                           | Pluvial                      | 11.3                         | 22.3                         | -1.7                         | 36.7                         | 6                                   | 5                                   | 9784.2                       |
| 020501 | Río San Pedro                | 0                            | Endorreica                   | NA                           | Pluvial                      | 6.6                          | 18.2                         | -7.3                         | 39.1                         | 5                                   | 2                                   | 1483.8                       |
| 020502 | Río Vilama                   | 0                            | Endorreica                   | NA                           | Pluvial                      | 6.7                          | 18.3                         | -7.2                         | 42.9                         | 2                                   | 0                                   | 534.2                        |
| 020503 | Llano de la Paciencia        | 0                            | Endorreica                   | NA                           | Pluvial                      | 11.9                         | 22.9                         | -0.7                         | 28.8                         | 0                                   | 0                                   | 1926.0                       |
| 020504 | Quebrada del Agua Colorada   | 0                            | Endorreica                   | NA                           | Pluvial                      | 10.4                         | 20.9                         | -1.9                         | 20.1                         | 0                                   | 0                                   | 868.4                        |
| 020505 | Pampa de Socompa             | 0                            | Endorreica                   | NA                           | Pluvial                      | 7.0                          | 17.5                         | -5.3                         | 27.4                         | 0                                   | 1                                   | 834.1                        |
| 020506 | Río Tulán                    | 0                            | Endorreica                   | NA                           | Pluvial                      | 8.9                          | 20.1                         | -4.3                         | 35.3                         | 2                                   | 0                                   | 784.3                        |
| 020507 | Río Mitguaca                 | 0                            | Endorreica                   | NA                           | Pluvial                      | 6.9                          | 17.8                         | -6.0                         | 35.0                         | 0                                   | 0                                   | 189.0                        |
| 020508 | Quebrada Mal Paso            | 0                            | Endorreica                   | NA                           | Pluvial                      | 6.3                          | 17.8                         | -7.4                         | 45.6                         | 1                                   | 1                                   | 615.8                        |

## Geología

Esquema geológico del salar.

Desde un punto de vista geológico, en el subsuelo de la cuenca se distinguen 3 sectores concéntricos que se han formado en el transcurso de millones de años. La parte central, llamada núcleo, un anillo en torno a ella llamado (con respecto al núcleo) zona marginal y un anillo exterior, llamada zona aluvial. 
El núcleo del salar es donde se han acumulado los sedimentos que ha dejado la evaporación del agua. Estos son los depósitos evaporíticos. Su principal componente es halita que en algunos lugares tiene una profundidad de hasta 900 m.
La zona marginal (con respecto al núcleo) es una zona intermedia, en que se mezclan elementos aluviales con las sales y minerales sedimentados.
La superficie de la zona aluvial son prácticamente las laderas de las elevaciones que rodean y encierran la cuenca. Bajo ella se han acumulado los restos de la erosión de la cordillera de los Andes y de la cordillera de Domeyko, esto es gravas, arenas, arcillas y limo.: punto 5 Geología  Los más gruesos quedan en las partes más elevadas y los más finos logran depositarse en los niveles más bajos.

## Hidrografía

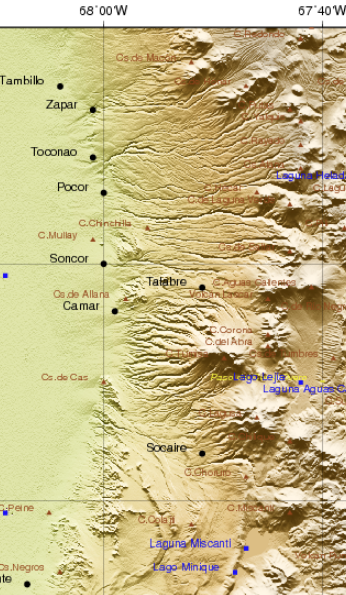
Mapa topográfico de la zona del levante del salar de Atacama.

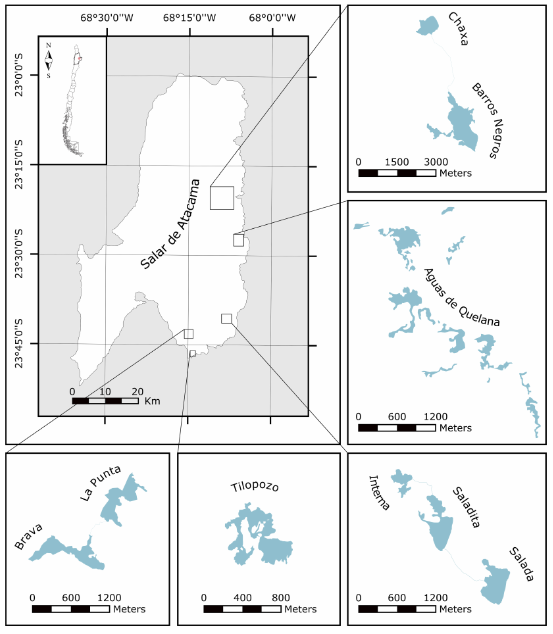
Lagunas en el salar.

Diagrama unifilar de la red hidrográfica del salar de Atacama.

Sus principales características morfométricas y climatológicas son:: II-57 
- altura: 2300 m
- superficie de la cuenca: 18 100 km²
- superficie del salar: 3000 km²
- superficie de las lagunas: 12,6 km²
- precipitaciones: 25 mm/año (salar) - 300 mm/año (Cordillera)
- evaporación potencial: 2000 mm/año (salar) - 1600 mm/año (Cordillera)
- temperatura media: 14 °C (salar)

La base de equilibrio del salar tiene un área húmeda de 1500 km², un 10% del área total del Salar, en una altitud media de 2.400 m s. n. m., que es alimentada por una profusa red de drenaje, cuyas principales cauces desembocan en la cabecera norte del salar a través de los ríos San Pedro de Atacama y Vilama. El primero es el principal aporte superficial al salar de Atacama. Existen también corrientes subterráneas en todo el límite oriental, un gran número de pequeños aportes generados en vertientes que caen desde el oriente y también por el extremo sur.: 1 : 58 
Se puede dividir la afluencia al salar en dos zonas que son la norte y la oriental. Los caudales asociados a cada cauce son los publicados por un informe de la DGA.: 73 

### Afluentes provenientes del norte
La subcuenca del San Pedro de Atacama, o Atacama, que incluye el río San Pedro y el río Vilama, posee un régimen pluvial, producto de lluvias estivales y en menor medida de lluvias invernales. En años húmedos los mayores caudales ocurren en verano, entre enero y febrero, y en invierno, entre julio y agosto. En años secos los mayores caudales ocurren entre junio y julio. El período de menores caudales se observa en el trimestre dado por los meses de septiembre, octubre y noviembre.: 33–34 
1. Río San Pedro de Atacama, antes llamado simplemente río Atacama, caudal 1021 l/s;
  1. Río Salado
    1. Río Pélon

  2. Río Grande
    1. Río Machuca
    2. Río Putana
      1. Río Incahuasi

    3. Río Jauna
2. Río Vilama, caudal 218 l/s
  1. Río Puritama
  2. Río Puripica

### Cuerpos de agua al poniente
- Aguada de La Escalera

### Afluentes provenientes del este
La subcuenca este del salar de Atacama comprende todos los cauces que desembocan en la parte este del salar de Atacama. Estos aportes tienen estaciones fluviométricas que sólo cuentan con aforos con información de caudales puntuales, con un registro mensual. Con esta información se puede determinar de manera general el comportamiento de esta subcuenca, de manera de establecer a grandes rasgos el régimen de ésta. Se observan caudales muy parejos a lo largo de todo el año, con leves aumentos en los meses de invierno y verano. Debido a la poca información no es posible determinar de buena forma el período de estiaje de esta subcuenca.: 33–34  Los tributarios del salar por el oriente son, siguiendo la descripción de Hans Niemeyer:: 174–176 
1. Quebrada El Cajón
2. (Ocho quebradas sin nombre)
3. Quebrada de Zapar, caudal 7 l/s;
4. Quebrada de Honar o Jere o Toconao, caudal 54 l/s;
5. Quebrada de Pocor o Vilaco, caudal 30 l/s
6. Quebrada de Aguas Blancas o Hecar, caudal 150 l/s;
7. Quebrada Talabre, llamada Tumbre en su cauce superior
8. Quebrada Soncor, caudal 6 l/s
9. Quebrada Camár, caudal 3 l/s;
10. Quebrada de Socaire , caudal 170 l/s
11. Quebrada Algarrobilla,
12. Quebrada Peine, caudal 15 l/s;
13. Quebrada de Tarajne o Tulan, caudal 70 l/s

Por el lado poniente, Niemeyer no menciona afluentes.

### Lagunas y sistemas de lagunas
Las lagunas del salar de Atacama son la acumulación en las partes más bajas de la cuenca de la escorrentía (superficial) y la aparición en la superficie de capas de agua provenientes de la zona aluvial que hasta ese lugar eran subterráneas. Durante el descenso, tanto superficial como subterráneo, las aguas pasan por zonas ricas en minerales solubles, que son disueltos, absorbidos y transportados así hacia los lugares más bajos de la cuenca, las lagunas.: punto 4, sistemas lagunares 
Un informe de la DGA establece los siguientes sistemas acuáticos en el núcleo del salar, es decir donde se acumulan las aguas, sales y salmueras:: 41 
Sistema hidrológico de Soncor:
1. Canal Burro Muerto
2. Laguna Puilar
3. Laguna Chaxa
4. Laguna Barros Negros

Sistema Aguas de Quelana:
1. Aguas de Quelana

Sistema Peine:
1. Laguna Interna
2. Laguna Saladita
3. Laguna Salada (Salar de Atacama)

Sistema La Punta-La Brava-Tiloposo:
1. Laguna La Punta
2. Laguna Brava (Salar de Atacama)
3. Vegas Tiloposo

Sistema Tebenquiche:
1. Laguna Tebenquiche (Tebinquiche en el mapa de las FF. AA. de los Estados Unidos de América, Tebenquinche en la obra citada).

También las lagunas Baltinache y Cejar están ubicadas en el norte del llano.
Existe entre las lagunas Chaxa y Barros Negros el canal Burro Muerto, que fluye entre el puente de San Luis y la entrada de la laguna Chaxa.: 366  De esa manera se constituye el sistema Soncor que incluye a las lagunas Puilar, Chaxas, Barros Negros y al canal mismo, que algunos consideran como el más importante de los ecosistemas de la cuenca.
La ubicación de algunas de las lagunas puede ser vista en el siguiente mapa de la zona.

### Glaciares
El inventario público de glaciares de Chile 2022 consigna un total de 19 glaciares en la cuenca. El área total cubierta es de 1,8 km² y se estima el volumen de agua almacenada en los glaciares en 0,015 km³.

## Balance hídrico

Brecha hídrica en 25 importantes cuencas de Chile.

## Clima

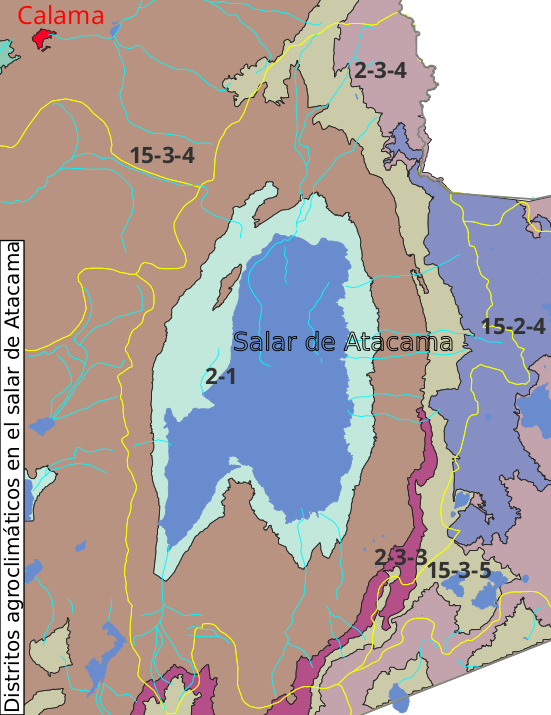
Distritos agroclimáticos en el salar de Atacama. En azul claro y sin borde negro, las masas de agua o salares. En amarillo los límites de las cuencas.

### Explotación del litio

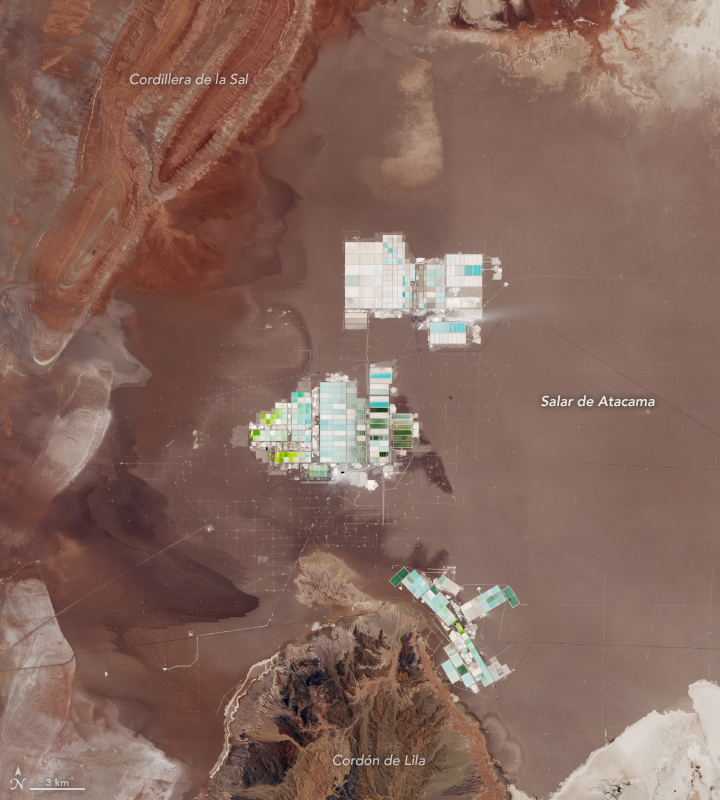
Piscinas de evaporación de SQM y de Albemarle en la zona sur del llano del salar.